# Skrzetle

Dzielnice i osiedla Kielc, Skrzetle mają na mapie nr 6

Skrzetle (inaczej Krzetle)– przemysłowa część Kielc położona na północy miasta. Na jej terenie zlokalizowana jest Elektrociepłownia Kielce.
Południową granicę Skrzetli wyznacza droga krajowa nr 74 (ul. Łódzka), a północną osadniki – dwa sztuczne zbiorniki wodne, służące tutejszej elektrociepłowni. Zachodnią granicę wyznacza las oraz ul. Hubalczyków, wschodnią zaś linia kolejowa łącząca Warszawę z Krakowem.
Na terenie Skrzetli, przy ul. K. Olszewskiego swoją siedzibę ma m.in. Chemar, VIVE, sklep meblowy DEK oraz Kielecki Park Technologiczny. Przy tej samej ulicy znajduje się nieczynna już wieża ciśnień o bardzo ciekawej konstrukcji.
Skrzetle graniczą:
- od północy z Gruchawką
- od południa z Herbami
- od wschodu z Piaskami
- od zachodu z Łazami i Niewachlowem I